# 坦桑尼亚议会
坦桑尼亚议会（斯瓦希里语：Bunge la Tanzania）是坦桑尼亚的国家立法机关。坦桑尼亚议会实行一院制，由384名议员组成。每届议会任期5年。现任议长是Job Ndugai，副议长是Tulia Ackson博士。